# Bizou
Bizou ist eine französische Gemeinde mit 141 Einwohnern (Stand: 1. Januar 2022) im Département Orne in der Region Normandie. Sie gehört zum Arrondissement Mortagne-au-Perche und zum Kanton Tourouvre au Perche.

## Lage
An der nordwestlichen Gemeindegrenze verläuft das Flüsschen Jambée.
Nachbargemeinden sind Longny-au-Perche im Norden, Le Mage im Osten, Rémalard en Perche im Südosten, Cour-Maugis sur Huisne im Südwesten, Longny les Villages im Westen und Monceaux-au-Perche im Nordwesten.

## Bevölkerungsentwicklung

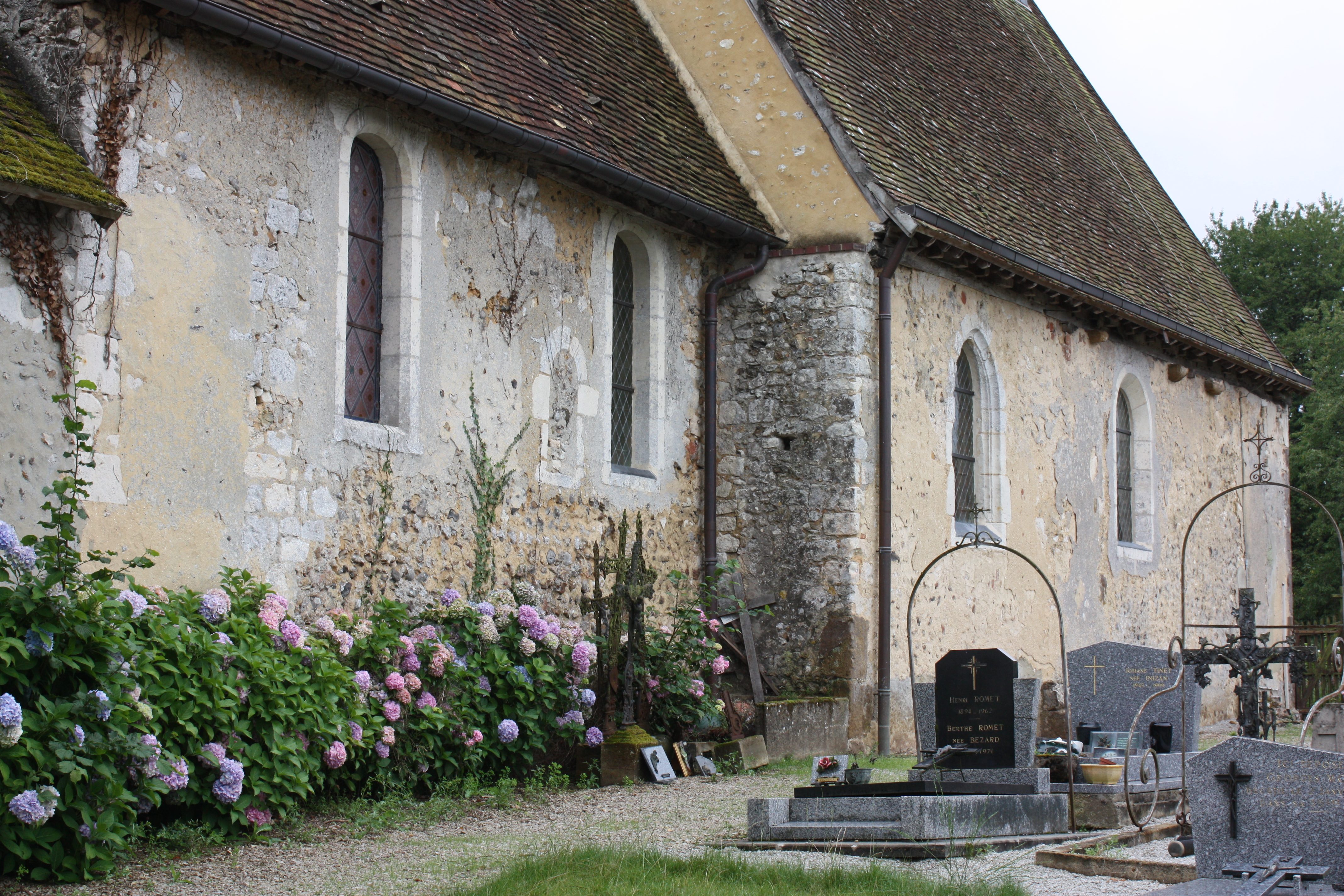
Kirche Saint-Germain-de-Paris

| Jahr      | 1962 | 1968 | 1975 | 1982 | 1990 | 1999 | 2008 | 2015 |
| --------- | ---- | ---- | ---- | ---- | ---- | ---- | ---- | ---- |
| Einwohner | 136  | 128  | 119  | 108  | 134  | 116  | 123  | 129  |